# 清净经
《清净经》，南传上座部佛教《巴利文大藏经》中的长部第二十九部经。
該經講述，佛陀住在释迦族弓术园时，阿难带着沙弥周陀告诉佛陀，尼乾子在波婆城去世后，其弟子发生分裂互相攻击。佛陀以自我为例，说明什么是理想的导师与弟子。佛陀说他达到正等正觉，获得阿罗汉果，而成为导师。佛陀强调自己宣讲的法为三十七道品。佛陀并告诫弟子，为众生利益与幸福，必须保证这些法常存世间，众比丘要互相团结，共同切磋诵读，不要争执。佛陀还讲述四安乐、四禅、四果位和四圣谛。并要求比丘不为九事：不杀生、不偷盗、不淫欲、不妄语、不蓄财、不随欲、不随恚、不随痴、不随怖，也不要陷入对灵魂和世界起源之类无谓的思辨。
该佛经在北传佛教的《大正新修大藏经》对应经典为《長阿含經·清净经》（第1部第72卷）。